# ۶۳۷ (خورشیدی)
۶۳۷ ششصد و سی و هفتمین سال هجری خورشیدی است.